# Monplaisant
Monplaisant – miejscowość i gmina we Francji, w regionie Nowa Akwitania, w departamencie Dordogne.
Według danych na rok 1990 gminę zamieszkiwało 251 osób, a gęstość zaludnienia wynosiła 45 osób/km² (wśród 2290 gmin Akwitanii Monplaisant plasuje się na 961. miejscu pod względem liczby ludności, natomiast pod względem powierzchni na miejscu 1393.).